# Letícia
Pour les articles homonymes, voir Leticia (homonymie).
Letícia, de son nom complet Letícia Izidoro Lima da Silva, née le 13 août 1994 à Oswaldo Cruz (Rio de Janeiro au Brésil, est une joueuse internationale brésilienne de football évoluant au poste de gardienne de but au SC Corinthians.

## Biographie
Elle participe avec l'équipe du Brésil à deux Coupes du monde, en 2015 et 2019.
Elle dispute également la Copa América 2018 et les Jeux olympiques d'été de 2020.

## Palmarès

### En équipe nationale
- Brésil
  - Copa América féminine :
    - Vainqueur : 2018.

### En club
- Benfica Lisbonne
  - Campeonato Nacional Feminino :
    - Vainqueur : 2020-2021.